# Železniško postajališče Trzin Mlake
Železniško postajališče Trzin Mlake je eno izmed železniških postajališč v Sloveniji, ki oskrbuje južni (novejši) del Trzina, znan tudi kot Mlake. Postajališče se sestoji iz tlakovanega perona ob severozahodni stranici proge ter nadstrešnice.